# Służebność osobista
Służebność osobista – obciążenie nieruchomości na rzecz oznaczonej osoby fizycznej prawem, którego treść odpowiada treści służebności gruntowej. Zakres służebności osobistej i sposób jej wykonania oznacza się w braku innych danych, według osobistych potrzeb uprawnionego z uwzględnieniem zasad współżycia społecznego i zwyczajów miejscowych. Jest to prawo terminowe i wygasa najpóźniej z chwilą śmierci uprawnionego. Służebność osobista nie może wchodzić do masy spadkowej, jednakże osoba mająca służebność mieszkaniową może umówić się  z właścicielem, iż po jego śmierci służebność będzie przysługiwać jego dzieciom, rodzicom i małżonkowi. Służebność osobista jest niezbywalna. Nie można przenosić uprawnienia do ich wykonywania. Nie można jej nabyć poprzez zasiedzenie.
Jeżeli uprawniony z tytułu służebności dopuszcza się rażących uchybień przy wykonywaniu swojego prawa, właściciel nieruchomości obciążonej może zażądać zmiany służebności na rentę.